# Jean-Michel Boucheron (homme politique, 1948)
Pour les articles homonymes, voir Jean-Michel Boucheron et Boucheron (homonymie).
Jean-Michel Boucheron est un homme politique français, né le 6 mars 1948 au Havre (Seine-Inférieure), souvent confondu avec son homonyme Jean-Michel Boucheron, député socialiste à la même période et condamné pour trafic d'influence, faux et usage de faux, et fraude fiscale. Cette homonymie lui a souvent porté préjudice.

## Biographie

### Études et débuts en politique
En 1967, alors qu'il est étudiant en Math sup au lycée technique des Gayeulles à Rennes, il est sélectionné pour interviewer André Malraux sur Europe 1.
Il obtient son premier mandat électoral en étant élu au Conseil général d'Ille-et-Vilaine, dans le canton de Rennes-Nord-Est lors des élections cantonales de 1976 en battant, lors d'une triangulaire, le sénateur-maire de Rennes, Henri Fréville, alors président du conseil général . Il est réélu en 1982 et en 1988. Battu lors des élections cantonales de 1994, il abandonne son siège de conseiller général.
Il fait son entrée au conseil municipal de Rennes en étant élu sur la liste menée par Edmond Hervé qui fait basculer la mairie à gauche lors des élections municipales de 1977. Il devient adjoint aux Finances au cours de ce premier mandat municipal. Il a depuis été réélu à chaque élection municipale. À la suite des élections municipales de 2008, il entame son sixième mandat d'élu municipal.

### Mandat de député
En 1981, il devient député d'Ille-et-Vilaine en étant élu dans la circonscription de Rennes-Sud qui était alors la deuxième circonscription d'Ille-et-Vilaine. Avec Edmond Hervé dans la première circonscription, ils sont les deux premiers députés socialistes élus en Ille-et-Vilaine. Il est réélu à la proportionnelle lors des élections législatives de 1986 et dans la première circonscription d'Ille-et-Vilaine, nouvelle appellation de la circonscription de Rennes-Sud, à partir de 1988. Réélu à nouveau lors des élections législatives de 2007, il entame à cette occasion son septième mandat à l'Assemblée nationale.
Candidat à la candidature dans la nouvelle huitième circonscription d'Ille-et-Vilaine, il est battu par Marcel Rogemont, député sortant de la 3e circonscription, lors d'une primaire organisée au sein du Parti socialiste ; il a contesté la régularité de cette primaire .
Le 11 mai 2012, à la suite de la victoire de François Hollande lors de l'élection présidentielle, il annonce sa candidature dissidente dans la 1re circonscription, alors que la conseillère municipale rennaise Marie-Anne Chapdelaine a été désignée comme candidate par le PS. Le 21 mai 2012, il est exclu du PS à la suite de ce choix, de même que sa suppléante, Jeannine Huon ; en réaction à cette mesure, ils déclarent dans un communiqué commun « Nous sommes peut-être suspendus de l'appareil, mais pas de socialisme. » et précisent que selon eux, dans des cas similaires, « [l]es exclus sont de fait toujours rétablis dans leur droit dès le lendemain de l'élection ». Il est finalement battu dès le premier tour en n'obtenant que 17,74 % des suffrages. Avec près de 9 000 voix de moins que Marie-Anne Chapdelaine, il se classe troisième et ne peut participer au second tour.

### Retrait de la vie politique
Il est conseiller spécial de Claude Bartolone, lorsque ce dernier est président de l’Assemblée nationale.
En 2019, retiré de la vie politique, il soutient Carole Gandon, candidate En marche pour les élections municipales françaises de 2020 à la ville de Rennes, affirmant que les Français ont « [la] volonté de mettre fin à l’éternel affrontement gauche-droite ».

## Mandats
Député
- 02/07/1981 - 01/04/1986 : Député de la deuxième circonscription d'Ille-et-Vilaine
- 02/04/1986 - 14/05/1988 : Député d'Ille-et-Vilaine
- 06/06/1988 - 01/04/1993 : Député de la première circonscription d'Ille-et-Vilaine
- 02/04/1993 - 21/04/1997 : Député de la première circonscription d'Ille-et-Vilaine
- 01/06/1997 - 18/06/2002 : Député de la première circonscription d'Ille-et-Vilaine
- 19/06/2002 - 19/06/2007 : Député de la première circonscription d'Ille-et-Vilaine
- 20/06/2007 - 19/06/2012 : Député de la première circonscription d'Ille-et-Vilaine

Conseiller régional
- 16/03/1998 - 12/07/2002 : Membre du Conseil régional de Bretagne

Conseiller général
- 15/03/1976 - 21/03/1982 : Membre du Conseil général d'Ille-et-Vilaine
- 22/03/1982 - 02/10/1988 : Membre du Conseil général d'Ille-et-Vilaine
- 03/10/1988 - 27/03/1994 : Membre du conseil général d'Ille-et-Vilaine

Conseiller municipal / Maire
- 13/03/1977 - 05/03/1983 : Adjoint au Maire de Rennes (205 925 hab.), Ille-et-Vilaine
- 14/03/1983 - 12/03/1989 : Conseiller municipal de Rennes
- 13/03/1989 - 18/06/1995 : Conseiller municipal de Rennes
- 18/06/1995 - 18/03/2001 : Conseiller municipal de Rennes
- 18/03/2001 - 16/03/2008 : Conseiller municipal de Rennes
- 17/03/2008 - 30/03/2014 : Conseiller municipal de Rennes

Mandats intercommunaux
- Conseiller communautaire de la Communauté d'agglomération de Rennes Métropole

## Responsabilités à l'Assemblée Nationale
- 1988 - 1993 : président de la Commission de la Défense
- 1997 - 2012 : rapporteur du budget de la Défense
- 2012 - 2017 : conseiller affaires stratégiques et défense du Président

## Autres affiliations
- Cofondateur de la fondation d'Intelligence économique « Prométhéus »
- Vice-Président du parlement de l'OTAN.
- Rapporteur « défense » de la commission des affaires étrangères à l'Assemblée nationale.
- Vice-président de la Délégation parlementaire au renseignement.
- Membre de la commission consultative du secret de la défense nationale.